# Agua Cristalina
Agua Cristalina är en ort i Mexiko.   Den ligger i kommunen Palenque och delstaten Chiapas, i den sydöstra delen av landet, 900 km öster om huvudstaden Mexico City. Agua Cristalina ligger 129 meter över havet och antalet invånare är 165.
Terrängen runt Agua Cristalina är kuperad åt nordväst, men åt sydost är den platt. Agua Cristalina ligger nere i en dal. Runt Agua Cristalina är det glesbefolkat, med 16 invånare per kvadratkilometer. Närmaste större samhälle är Busiljá, 5,8 km söder om Agua Cristalina. I omgivningarna runt Agua Cristalina växer i huvudsak städsegrön lövskog.